# Integral múltiple
En matemáticas, específicamente en cálculo multivariable, una integral múltiple es un tipo de integral definida de una función de varias variables, por ejemplo, {\displaystyle f(x,y)} o {\displaystyle f(x,y,z)}. Integrales de funciones de dos variables sobre una región en {\displaystyle \mathbb {R} ^{2}} son llamadas integrales dobles mientras que integrales de funciones de tres variables sobre una región en {\displaystyle \mathbb {R} ^{3}} son llamadas integrales triples.

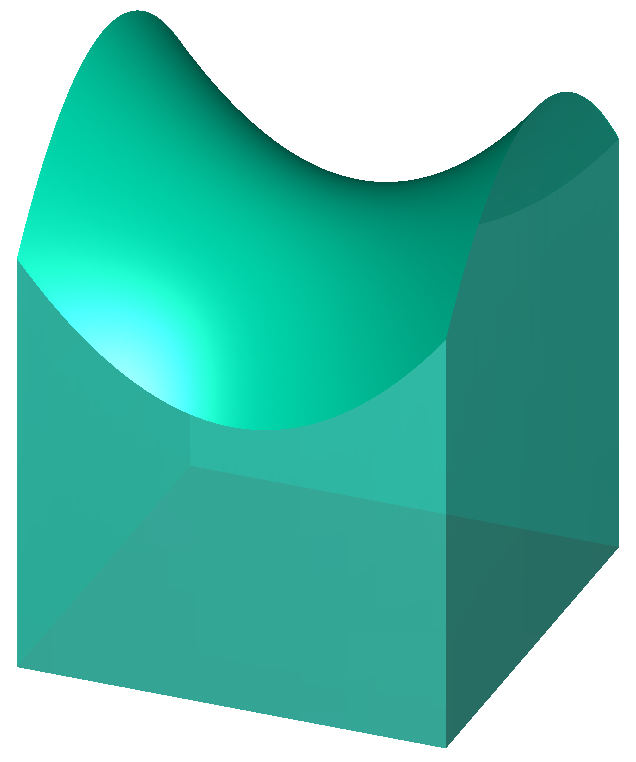
La doble integral como el volumen bajo una superficie. La región rectangular abajo de la figura es el dominio de integración, mientras que la superficie es la gráfica de la función de dos variables de la integral.

## Introducción
Así como la integral de una función positiva de una variable se interpreta como el área entre la gráfica de la función y el eje {\displaystyle x}, la integral doble de una función positiva de dos variables representa el volumen de la región entre la superficie definida por la función y el plano que contiene el dominio de la función. Para funciones de más de dos variables, la interpretación geométrica de la integral múltiple corresponde a hipervolúmenes.
La integral múltiple de una función de {\displaystyle n} variables: {\displaystyle f(x_{1},x_{2},\dots ,x_{n})} sobre un dominio {\displaystyle D} típicamente es representada anidando signos de integración en el orden inverso al orden de ejecución (el de más a la izquierda es el último en ser calculado), seguido de la función y los diferenciales en orden de ejecución. El dominio de integración se representa sobre cada signo de integral, o es abreviado por una letra en el signo de integral de más a la derecha:
{\displaystyle \int \cdots \int _{D}f(x_{1},\dots ,x_{n})\;dx_{1}\cdots dx_{n}.}
Es importante destacar que no es posible calcular la función primitiva o antiderivada de una función de más de una variable por lo que las integrales múltiples indefinidas no existen.

## Definición
Una forma relativamente sencilla de definir las integrales múltiples es mediante su representación geométrica como la magnitud del espacio entre el objeto definido por la ecuación {\displaystyle x_{n+1}=f(x_{1},...,x_{n})} y una región {\displaystyle T} en el espacio definido por los ejes de las variables independientes de la función {\displaystyle f} (si {\displaystyle T} es una región cerrada y acotada y {\displaystyle f} está definida en ésta). Por ejemplo, si {\displaystyle n=2}, el volumen situado entre la superficie definida por {\displaystyle x_{3}=f(x_{1},x_{2})} y una región {\displaystyle T} en el plano {\displaystyle x_{1}x_{2}} es igual a alguna integral doble, si es que, como se mencionó, {\displaystyle f} está definida en {\displaystyle T}.
{\displaystyle T} puede dividirse en una partición interior {\displaystyle \Delta } formada por {\displaystyle m} subregiones rectangulares sin solapamiento que estén completamente contenidas en {\displaystyle T}. La norma {\displaystyle ||\Delta ||} de esta partición está dada por la diagonal más larga en las {\displaystyle m} subregiones.
Si se toma un punto {\displaystyle (x_{1i},x_{2i},...,x_{ni})} que esté contenido dentro de la subregión con dimensiones {\displaystyle \Delta x_{1i}\Delta x_{2i}...\Delta x_{ni}} para cada una de las m subregiones de la partición, se puede construir un espacio con una magnitud aproximada a la del espacio entre el objeto definido por {\displaystyle x_{n+1}=f(x_{1},...,x_{n})} y la subregión i. Este espacio tendrá una magnitud de:
{\displaystyle f(x_{1i},x_{2i},\ldots ,x_{ni})\Delta A_{i}=f(x_{1i},x_{2i},\ldots ,x_{ni})\Delta x_{1i}\Delta x_{2i}\ldots \Delta x_{ni}}
Entonces se puede aproximar la magnitud del espacio entero situado entre el objeto definido por la ecuación {\displaystyle x_{n+1}=f(x_{1},...,x_{n})} y la región {\displaystyle T} mediante la suma de Riemann de las magnitudes de los {\displaystyle m} espacios correspondientes a cada una de las subregiones:
{\displaystyle \sum _{i=1}^{m}f(x_{1i},x_{2i},\ldots ,x_{ni})\Delta x_{1i}\Delta x_{2i}\ldots \Delta x_{ni}}
Esta aproximación mejora a medida que el número {\displaystyle m} de subregiones se hace mayor. Esto sugiere que se podría obtener la magnitud exacta tomando el límite. Al aumentar el número de subregiones disminuirá la norma de la partición:
{\displaystyle \lim _{m\to \infty }\sum _{i=1}^{m}f(x_{1i},x_{2i},\ldots ,x_{ni})\Delta x_{1i}\Delta x_{2i}\ldots \Delta x_{ni}=\lim _{\|\Delta \|\to 0}\sum _{i=1}^{m}f(x_{1i},x_{2i},\ldots ,x_{ni})\Delta x_{1i}\Delta x_{2i}\ldots \Delta x_{ni}}
El significado riguroso de este último límite es que el límite es igual L si y solo si para todo {\displaystyle \varepsilon >0} existe un {\displaystyle \delta >0} tal que
{\displaystyle \left|L-\sum _{i=1}^{m}f(x_{1i},x_{2i},\ldots ,x_{ni})\Delta x_{1i}\Delta x_{2i}\ldots \Delta x_{ni}\right\vert <\varepsilon }
para toda partición {\displaystyle \Delta } de la región {\displaystyle T} (que satisfaga {\displaystyle ||\Delta ||<\delta }), y para todas las elecciones posibles de {\displaystyle (x_{1i},x_{2i},...,x_{ni})} en la iésima subregión. Esto conduce a la definición formal de una integral múltiple:
Si {\displaystyle f} está definida en una región cerrada y acotada {\displaystyle T} del definido por los ejes de las variables independientes de f, la integral de {\displaystyle f} sobre {\displaystyle T} está dada por:
{\displaystyle \int \cdots \int _{T}f(x_{1},\dots ,x_{n})\;dx_{1}\cdots dx_{n}=\lim _{\|\Delta \|\to 0}\sum _{i=1}^{m}f(x_{1i},x_{2i},\ldots ,x_{ni})\Delta x_{1i}\Delta x_{2i}\ldots \Delta x_{ni}}
siempre que el límite exista. Si el límite existe se dice que {\displaystyle f} es integrable con respecto a T.
Es común que 
{\displaystyle \int \cdots \int _{T}f(x_{1},\dots ,x_{n})\;dx_{1}\cdots dx_{n}}
se denote por
{\displaystyle \int _{T}f(\mathbf {x} )\;d^{n}\mathbf {x} }

## Propiedades
Si {\displaystyle f} y {\displaystyle g} son funciones continuas en una región cerrada y acotada {\displaystyle D\subset \mathbb {R} ^{n}} y {\displaystyle c\in \mathbb {R} } entonces la integral múltiple satisface algunas propiedades

### Linealidad
La integral es un operador lineal pues satisface
{\displaystyle \int \cdots \int _{D}cf(x_{1},\dots ,x_{n})\;dx_{1}\cdots dx_{n}=c\int \cdots \int _{D}f(x_{1},\dots ,x_{n})\;dx_{1}\cdots dx_{n}}
{\displaystyle \int \cdots \int _{D}[f(x_{1},\dots ,x_{n})\pm g(x_{1},\dots ,x_{n})]dx_{1}\cdots dx_{n}=\int \cdots \int _{D}f(x_{1},\dots ,x_{n})dx_{1}\cdots dx_{n}\pm \int \cdots \int _{D}g(x_{1}\dots ,x_{n})dx_{1}\cdots dx_{n}}

### Otras propiedades
1. Si {\displaystyle f(x_{1},\dots ,x_{n})\geq 0} entonces
{\displaystyle \int \cdots \int _{D}f(x_{1},\dots ,x_{n})\;dx_{1}\cdots dx_{n}\geq 0}
2. Si {\displaystyle f(x_{1},\dots ,x_{n})\geq g(x_{1},\dots ,x_{n})} entonces:
{\displaystyle \int \cdots \int _{D}f(x_{1},\dots ,x_{n})\;dx_{1}\cdots dx_{n}\geq \int \cdots \int _{D}g(x_{1},\dots ,x_{n})\;dx_{1}\cdots dx_{n}}
3. Si {\displaystyle D} es la unión entre las regiones {\displaystyle D_{1}} y {\displaystyle D_{2}} que no solapan entre sí entonces:
{\displaystyle \int \cdots \int _{D}f(x_{1},\dots ,x_{n})\;dx_{1}\cdots dx_{n}=\int \cdots \int _{D_{1}}f(x_{1},\dots ,x_{n})dx_{1}\cdots dx_{n}+\int \cdots \int _{D_{2}}f(x_{1},\dots ,x_{n})dx_{1}\cdots dx_{n}}

## Integrales múltiples e Integrales iteradas
Las integrales múltiples están estrechamente relacionadas con las integrales iteradas, las cuales son necesarias para resolver las integrales múltiples. La diferencia entre integrales múltiples e iteradas consiste en que una se refiere al concepto matemático de integral (aplicado a varias variables) y otra al procedimiento por el cual se resuelve la integral múltiple. Si l}
{\displaystyle \int _{a}^{b}\int _{c}^{d}f(x,y)\,dy\,dx}
se refiere a una integral iterada, la parte externa
{\displaystyle \int _{a}^{b}\cdots \,dx}
es la integral con respecto a x de la función g de x:
{\displaystyle g(x)=\int _{c}^{d}f(x,y)\,dy.}
Una integral doble, en cambio está definida con respecto a un área en el plano xy. La integral doble existe si y solo si las dos integrales iteradas existen y son iguales. Es decir, si la integral doble existe, entonces es igual a la integral iterada, sin importar si el orden de integración es {\displaystyle dydx} o {\displaystyle dxdy}, y por lo general uno la calcula calculando una sola de estas. Sin embargo, a veces las dos integrales iteradas existen sin ser iguales y en este caso no existe la integral doble, ya que se tiene:
{\displaystyle \int _{a}^{b}\int _{c}^{d}f(x,y)\,dy\,dx\neq \int _{c}^{d}\int _{a}^{b}f(x,y)\,dx\,dy.}
De una manera más formal, el Teorema de Fubini afirma que
{\displaystyle \int _{A\times B}|f(x,y)|\,d(x,y)<\infty ,}
Esto es, si la integral es absolutamente convergente, entonces la integral doble es igual a la integral iterada.
{\displaystyle \int _{A\times B}f(x,y)\,d(x,y)=\int _{A}\left(\int _{B}f(x,y)\,dy\right)\,dx=\int _{B}\left(\int _{A}f(x,y)\,dx\right)\,dy.}
Esto ocurre, cuando {\displaystyle f} es una función acotada y tanto A como B son regiones acotadas también. Esto se entiende fácilmente pensando que si la función o la región del dominio no están acotadas, la integral múltiple no puede existir.
La notación
{\displaystyle \int _{[a,b]\times [c,d]}f(x,y)\,dx\,dy}
se puede usar si se desea ser enfático al referirse a una integral doble y no a una iterada.

## Métodos de integración

### Integración de funciones constantes
Cuando el integrando es una función constante {\displaystyle c}, la integral es igual al producto entre {\displaystyle c} y la integral sobre la región de integración. 
En particular si {\displaystyle c=1} y la región de integración {\displaystyle D} es un subconjunto en {\displaystyle \mathbb {R} ^{2}} entonces la integral doble calcula el área de la región, se denota por {\displaystyle A(D)} y está dada por 
{\displaystyle A(D)=\iint _{D}dA}
mientras que si se la región de integración {\displaystyle D} es un subconjunto en {\displaystyle \mathbb {R} ^{3}} entonces obtenemos el volumen de la región, se denota por {\displaystyle V(D)} y está dada por
{\displaystyle V(D)=\iiint _{D}dA}

#### Ejemplo
Considere {\displaystyle f(x,y)=c\,\!} y  
{\displaystyle D=\{(x,y)\in \mathbb {R} ^{2}:2\leq x\leq 4\;;\;3\leq y\leq 6\}}
integrando {\displaystyle f} sobre {\displaystyle D}
{\displaystyle {\begin{aligned}\iint _{D}c\;dA&=\int _{3}^{6}\int _{2}^{4}c\;dxdy\\&=c\int _{3}^{6}\int _{2}^{4}dxdy\\&=c\;A(D)\\&=c\;(3\times 2)=6c\end{aligned}}}

### Uso de simetría
En el caso de un dominio en el que exista simetría al menos respecto de uno de los ejes, y donde la función para integrar contenga al menos una función impar con respecto a esa variable, la integral se vuelve nula (ya que la suma de cantidades iguales con signo opuesto es cero).

#### Ejemplo
Considere {\displaystyle f(x,y)=2\operatorname {sen}(x)-3y^{3}+5} y 
{\displaystyle T=\left\{(x,y)\in \mathbb {R} ^{2}:x^{2}+y^{2}\leq 1\right\}}
esto es {\displaystyle T} consiste en los puntos dentro de una circunferencia centrada en el origen de radio 1.
Usando la propiedad de linealidad de las integrales, la integral puede ser escrita como
{\displaystyle \iint _{T}(2\operatorname {sen}(x)-3y^{3}+5)\;dxdy=\iint _{T}2\operatorname {sen}(x)\;dxdy-\iint _{T}3y^{3}\;dxdy+\iint _{T}5\;dxdy}
Dado que {\displaystyle 2\operatorname {sen}(x)} y {\displaystyle 3y^{3}} son funciones impares y existe simetría tanto con respecto al eje {\displaystyle x} como con respecto al eje {\displaystyle y} entonces las primeras dos integrales valen, por lo que la integral original se simplifica a sólo la tercera.
{\displaystyle {\begin{aligned}\iint _{T}(2\operatorname {sen}(x)-3y^{3}+5)\;dxdy&=\iint _{T}2\operatorname {sen}(x)\;dxdy-\iint _{T}3y^{3}\;dxdy+\iint _{T}5\;dxdy\\&=\iint _{T}5\;dxdy\\&=5A(T)=5\pi \end{aligned}}}

### Cambio de variables
A menudo, es útil para reducir la complejidad de la integral cambiar una variable por otra que resulte más cómoda, sin embargo esto exige el cambio de la región de integración, además de añadir un factor de corrección al diferencial conocido como determinante jacobiano (en valor absoluto o módulo). El cambio de una variable por otra es en un sentido geométrico, una transformación desde un espacio hasta otro, y es esta transformación la que exige estos ajustes.
Si se utiliza una transformación que siga la relación:
{\displaystyle f(y_{1},\ldots ,y_{n})\rightarrow f(x_{1}(y_{1},y_{2},\ldots ,y_{n}),\ldots ,x_{n}(y_{1},y_{2},\ldots ,y_{n}))}
Entonces se puede utilizar el jacobiano de la transformación para simplificar la integral
{\displaystyle J={\frac {D(y_{1},\ldots ,y_{n})}{D(x_{1},\ldots ,x_{n})}}={\begin{vmatrix}\displaystyle {\frac {\partial y_{1}}{\partial x_{1}}}&\cdots &\displaystyle {\frac {\partial y_{1}}{\partial x_{n}}}\\\vdots &\ddots &\vdots \\\displaystyle {\frac {\partial y_{n}}{\partial x_{1}}}&\cdots &\displaystyle {\frac {\partial y_{n}}{\partial x_{n}}}\end{vmatrix}}}
Integrando la función transformada en el dominio de integración correspondiente a las variables x, y multiplicando por el valor absoluto del determinante jacobiano y por la serie de diferenciales, se obtiene una integral múltiple que es igual a la integral original, si es que esta existe.
{\displaystyle \int \cdots \int _{D}f(y_{1},\dots ,y_{n})\;dy_{1}\cdots dy_{n}=\int \cdots \int _{T}f(x_{1},\dots ,x_{n})|J|dx_{1}\cdots dx_{n}}
A continuación se dan algunos ejemplos de estas transformaciones.

#### Coordenadas Polares

La transformación de coordenadas rectangulares a polares. Se puede notar que el área de la región polar es distinta que la de la región rectangular, lo que justifica la necesidad del jacobiano. También se puede demostrar que si se considera (el radio medio), el área de la región polar es efectivamente.

En {\displaystyle \mathbb {R} ^{2}}, si una región de integración tiene una simetría circular y la función tiene algunas características particulares entonces uno puede aplicar la transformación de coordenadas rectangulares a coordenadas polares, lo que significa que para cada punto genérico {\displaystyle P(x,y)} en coordenadas cartesianas cambia a su respectivo punto en las coordenadas polares para simplificar. 
La relación para llevar a cabo esta transformación es la siguiente:
{\displaystyle f(x,y)\to f(r\cos \theta ,r\operatorname {sen} \theta )}
esto es
{\displaystyle {\begin{aligned}x&=r\cos \theta \\y&=r\operatorname {sen} \theta \end{aligned}}}
donde {\displaystyle r\geq 0} y {\displaystyle 0\leq \theta \leq 2\pi }.
De lo anterior se tiene que
{\displaystyle {\begin{aligned}x^{2}+y^{2}&=(r\cos \theta )^{2}+(r\operatorname {sen} \theta )^{2}\\&=r^{2}\cos ^{2}\theta +r^{2}\operatorname {sen} ^{2}\theta \\&=r^{2}\left(\cos ^{2}\theta +\operatorname {sen} ^{2}\theta \right)\\&=r^{2}\end{aligned}}}
El determinante jacobiano de la transformación es:
{\displaystyle {\frac {\partial (x,y)}{\partial (r,\theta )}}={\begin{vmatrix}\cos \theta &-r\operatorname {sen} \theta \\\operatorname {sen} \theta &r\cos \theta \end{vmatrix}}=r}
el cual fue obtenido insertando las derivadas parciales de {\displaystyle x=r\cos \theta } y {\displaystyle y=r\operatorname {sen} \theta } en la primera columna con respecto a {\displaystyle r} y en la segunda con respecto a {\displaystyle \theta }, por lo que los diferenciales {\displaystyle dxdy} se transforman en {\displaystyle rdrd\theta }
Una vez transformada la función y la región de integración, es posible definir una fórmula para el cambio de variables en coordenadas polares: 
{\displaystyle \iint _{D}f(x,y)\;dA=\iint _{T}f(r\cos \theta ,r\operatorname {sen} \theta )r\;dA'}
donde {\displaystyle dA'=drd\theta } o {\displaystyle dA'=d\theta dr}. En ocasiones en lugar de utilizar {\displaystyle r}, es común utilizar {\displaystyle \rho } en cuyo caso obtendríamos
{\displaystyle \iint _{D}f(x,y)\;dA=\iint _{T}f(\rho \cos \theta ,\rho \operatorname {sen} \theta )\rho \;dA'}
Por ejemplo, si la función es {\displaystyle f(x,y)=x+y} entonces aplicando la transformación se obtiene
{\displaystyle f(r,\theta )=r\cos \theta +r\operatorname {sen} \theta =r(\cos \theta +\operatorname {sen} \theta )}

##### Ejemplo
Considere la región
{\displaystyle D=\left\{(x,y)\in \mathbb {R} ^{2}:x^{2}+y^{2}\leq 9,x^{2}+y^{2}\geq 4,y\geq 0\right\}}
aplicando la transformación obtenemos la siguiente región
{\displaystyle T=\left\{(r,\theta ):2\leq r\leq 3,0\leq \theta \leq 2\pi \right\}}
Si {\displaystyle f(x,y)=x} entonces
{\displaystyle {\begin{aligned}\iint _{D}x\;dA&=\iint _{T}r\cos \theta \;r\;dA'\\&=\int _{0}^{2\pi }\int _{2}^{3}r^{2}\cos \theta \;drd\theta \\&=\int _{0}^{2\pi }\cos \theta \;d\theta \int _{2}^{3}r^{2}dr\\&=0\end{aligned}}}

#### Coordenadas Cilíndricas

Gráfica de las Coordenadas Cilíndricas (Se muestra el ángulo θ como φ)

En {\displaystyle \mathbb {R} ^{3}}, la integración sobre regiones con base circular puede ser hecha transformando a coordenadas cilíndricas. La función se transforma mediante la siguiente relación:
{\displaystyle f(x,y,z)\to f(r\cos \theta ,r\operatorname {sen} \theta ,z)}
esto es
{\displaystyle {\begin{aligned}x&=r\cos \theta \\y&=r\operatorname {sen} \theta \\z&=z\end{aligned}}}
con {\displaystyle r\geq 0}, {\displaystyle 0\leq \theta \leq 2\pi } y {\displaystyle z\geq 0}.
De lo anterior se tiene que
{\displaystyle {\begin{aligned}x^{2}+y^{2}&=(r\cos \theta )^{2}+(r\operatorname {sen} \theta )^{2}\\&=r^{2}\cos ^{2}\theta +r^{2}\operatorname {sen} ^{2}\theta \\&=r^{2}\left(\cos ^{2}\theta +\operatorname {sen} ^{2}\theta \right)\\&=r^{2}\end{aligned}}}
El determinante jacobiano de la transformación es:
{\displaystyle {\frac {\partial (x,y,z)}{\partial (r,\theta ,z)}}={\begin{vmatrix}\cos \theta &-r\operatorname {sen} \theta &0\\\operatorname {sen} \theta &r\cos \theta &0\\0&0&1\end{vmatrix}}=r}
Una vez transformada la función y la región de integración, es posible definir una fórmula para el cambio de variables en coordenadas cilíndricas:
{\displaystyle \iiint _{D}f(x,y,z)\;dV=\iiint _{T}f(r\cos \theta ,r\operatorname {sen} \theta ,z)r\;dV'}
donde {\displaystyle dV'} representa los posibles órdenes de integración. En ocasiones suele utilizarse {\displaystyle \rho } en lugar de {\displaystyle r} en cuyo caso tendríamos
{\displaystyle \iiint _{D}f(x,y,z)\;dV=\iiint _{T}f(\rho \cos \theta ,\rho \operatorname {sen} \theta ,z)r\;dV'}

##### Ejemplo
Considere la región
{\displaystyle D=\left\{(x,y,z)\in \mathbb {R} ^{3}:x^{2}+y^{2}\leq 9,-5\leq z\leq 5\right\}}
utilizando la transformación obtenemos
{\displaystyle T=\left\{(r,\theta ,z):0\leq r\leq 3,0\leq \theta \leq 2\pi ,-5\leq z\leq 5\right\}}
si {\displaystyle f(x,y,z)=x^{2}+y^{2}+z} entonces
{\displaystyle {\begin{aligned}\iiint _{D}\left(x^{2}+y^{2}+z\right)dV&=\iiint _{T}\left(r^{2}+z\right)r\;dV'\\&=\int _{-5}^{5}\int _{0}^{2\pi }\int _{0}^{3}\left(r^{2}+z\right)r\;dr\;d\theta \;dz\\&=\int _{0}^{2\pi }d\theta \int _{-5}^{5}\int _{0}^{3}\left(r^{3}+rz\right)dr\;dz\\&=405\pi \end{aligned}}}

#### Coordenadas Esféricas

Gráfica de las coordenadas esféricas

Cuando existe simetría esférica en un dominio en {\displaystyle \mathbb {R} ^{3}}, es posible utilizar una transformación hacia coordenadas esféricas para simplificar una integral triple. La función es transformada por la relación:
{\displaystyle f(x,y,z)\to f(\rho \cos \theta \operatorname {sen} \phi ,\rho \operatorname {sen} \theta \operatorname {sen} \phi ,\rho \cos \phi )}
esto es
{\displaystyle {\begin{aligned}x&=\rho \cos \theta \operatorname {sen} \phi \\y&=\rho \operatorname {sen} \theta \operatorname {sen} \phi \\z&=\rho \cos \phi \end{aligned}}}
con {\displaystyle \rho \geq 0}, {\displaystyle 0\leq \theta \leq 2\pi } y {\displaystyle 0\leq \phi \leq \pi }.
De lo anterior se tiene que
{\displaystyle {\begin{aligned}x^{2}+y^{2}+z^{2}&=(\rho \cos \theta \operatorname {sen} \phi )^{2}+(\rho \operatorname {sen} \theta \operatorname {sen} \phi )^{2}+(\rho \cos \phi )^{2}\\&=\rho ^{2}\cos ^{2}\theta \operatorname {sen} ^{2}\phi +\rho ^{2}\operatorname {sen} ^{2}\theta \operatorname {sen} ^{2}\phi +\rho ^{2}\cos ^{2}\phi \\&=\rho ^{2}\left(\cos ^{2}\theta \operatorname {sen} ^{2}\phi +\operatorname {sen} ^{2}\theta \operatorname {sen} ^{2}\phi +\cos ^{2}\phi \right)\\&=\rho ^{2}\left(\operatorname {sen} ^{2}\phi (\cos ^{2}\theta +\operatorname {sen} ^{2}\theta )+\cos ^{2}\phi \right)\\&=\rho ^{2}\left(\operatorname {sen} ^{2}\phi +\cos ^{2}\phi \right)\\&=\rho ^{2}\end{aligned}}}
El determinante jacobiano de la transformación es el siguiente:
{\displaystyle {\begin{aligned}{\frac {\partial (x,y,z)}{\partial (\rho ,\theta ,\phi )}}&={\begin{vmatrix}{\frac {\partial x}{\partial \rho }}&{\frac {\partial x}{\partial \theta }}&{\frac {\partial x}{\partial \phi }}\\{\frac {\partial y}{\partial \rho }}&{\frac {\partial y}{\partial \theta }}&{\frac {\partial y}{\partial \phi }}\\{\frac {\partial z}{\partial \rho }}&{\frac {\partial z}{\partial \theta }}&{\frac {\partial z}{\partial \phi }}\end{vmatrix}}\\&={\begin{vmatrix}\cos \theta \operatorname {sen} \phi &-\rho \operatorname {sen} \theta \operatorname {sen} \phi &\rho \cos \theta \cos \phi \\\operatorname {sen} \theta \operatorname {sen} \phi &\rho \cos \theta \operatorname {sen} \phi &\rho \operatorname {sen} \theta \cos \phi \\\cos \phi &0&-\rho \operatorname {sen} \phi \end{vmatrix}}\\&=\rho ^{2}\operatorname {sen} \phi \end{aligned}}}
Una vez transformada la función y la región de integración, es posible definir una fórmula para el cambio de variables en coordenadas esféricas:
{\displaystyle \iiint _{D}f(x,y,z)\;dV=\iiint _{T}f(\rho \cos \theta \operatorname {sen} \phi ,\rho \operatorname {sen} \theta \operatorname {sen} \phi ,\rho \cos \phi )\rho ^{2}\operatorname {sen} \phi \;dV'}

##### Ejemplo
Considere la región
{\displaystyle D=\left\{(x,y,z)\in \mathbb {R} ^{3}:x^{2}+y^{2}+z^{2}\leq 1\right\}}
utilizando la transformación obtenemos
{\displaystyle T=\left\{(\rho ,\theta ,\varphi ):0\leq \rho \leq 1,0\leq \theta \leq 2\pi ,0\leq \varphi \leq \pi \right\}}
si {\displaystyle f(x,y,z)=\exp {\sqrt {(x^{2}+y^{2}+z^{2})^{3}}}} entonces
{\displaystyle {\begin{aligned}\iiint _{D}\exp {\sqrt {\left(x^{2}+y^{2}+z^{2}\right)^{3}}}\;dV&=\iiint _{T}e^{\rho ^{3}}\rho ^{2}\operatorname {sen} \varphi \;dV'\\&=\int _{0}^{1}\int _{0}^{2\pi }\int _{0}^{\pi }\rho ^{2}e^{\rho ^{3}}\operatorname {sen} \varphi \;d\varphi \;d\theta \;d\rho \\&=\int _{0}^{2\pi }d\theta \int _{0}^{1}\rho ^{2}e^{\rho ^{3}}d\rho \int _{0}^{\pi }\operatorname {sen} \varphi \;d\varphi \\&=2\pi \left({\frac {e-1}{3}}\right)(2)\\&={\frac {4\pi (e-1)}{3}}\end{aligned}}}

## Ejemplos

### Calculando volúmenes

#### Cilindro
El volumen de un cilindro con altura {\displaystyle h} y base circular de radio {\displaystyle R} puede ser calculado con una integral triple utilizando coordenadas cilíndricas, si la región {\displaystyle D} dada por
{\displaystyle D=\left\{(x,y,z)\in \mathbb {R} ^{3}:x^{2}+y^{2}\leq R^{2},0\leq z\leq h\right\}}
representa el cilindro entonces utilizando la transformación adecuada obtenemos la región {\displaystyle T} dada por
{\displaystyle T=\left\{(r,\theta ,z):0\leq \theta \leq 2\pi ,0\leq r\leq R,0\leq z\leq h\right\}}
por lo que el volumen del cilindro puede calcularse como
{\displaystyle {\begin{aligned}V(D)&=\iiint _{D}dV\\&=\iiint _{T}r\;dV'\\&=\int _{0}^{2\pi }\int _{0}^{R}\int _{0}^{h}r\;dz\;dr\;d\theta \\&=\int _{0}^{2\pi }d\theta \int _{0}^{R}r\;dr\int _{0}^{h}dz\\&=2\pi \left({\frac {R^{2}}{2}}\right)h\\&=\pi R^{2}h\end{aligned}}}

#### Esfera
Para demostrar que el volumen de una esfera de radio {\displaystyle r} es {\textstyle {\frac {4\pi r^{3}}{3}}} consideremos la región {\displaystyle G\subset \mathbb {R} ^{3}} dada por
{\displaystyle G=\left\{(x,y,z)\in \mathbb {R} ^{3}:x^{2}+y^{2}+z^{2}\leq r^{2}\right\}}
esto es, {\displaystyle G} contiene todos los puntos en {\displaystyle \mathbb {R} ^{3}} dentro de una esfera centrada en el origen y con radio {\displaystyle r}. Si utilizamos coordenadas esféricas entonces obtendremos la región {\displaystyle S} dada por
{\displaystyle S=\left\{(\rho ,\theta ,\varphi ):0\leq \rho \leq r,0\leq \theta \leq 2\pi ,0\leq \varphi \leq \pi \right\}}
por lo que el volumen de una esfera puede calcularse como
{\displaystyle {\begin{aligned}V(G)&=\iiint _{G}dV\\&=\iiint _{S}\rho ^{2}\operatorname {sen} \varphi \;dV'\\&=\int _{0}^{2\pi }\int _{0}^{\pi }\int _{0}^{r}\rho ^{2}\operatorname {sen} \varphi \;d\rho \;d\varphi \;d\theta \\&=\int _{0}^{2\pi }d\theta \int _{0}^{\pi }\operatorname {sen} \varphi \;d\varphi \int _{0}^{r}\rho ^{2}d\rho \\&=2\pi \left(-\cos \varphi {\bigg |}_{0}^{\pi }\right)\left({\frac {\rho ^{3}}{3}}{\bigg |}_{0}^{r}\right)\\&=2\pi (2)\left({\frac {r^{3}}{3}}\right)\\&={\frac {4\pi r^{3}}{3}}\end{aligned}}}